# チェステッロの受胎告知
『チェステッロの受胎告知』（チェステッロのじゅたいこくち、伊: Annunciazione di Cestello）は、サンドロ・ボッティチェッリが1489年に制作したテンペラによる板絵で、フィレンツェのウフィツィ美術館に所蔵されている。銀行家である後援者のベネデット・ディ・セル・フランチェスコ・グアルディが、現在サンタ・マリア・マッダレーナ・ディ・パッツィとして知られているフィレンツェのチェステッロ修道院の教会を飾るためにボッティチェッリに委嘱した。

## 概要
絵画の主題は受胎告知であり、大天使ガブリエルが聖母マリアを訪ねて、聖母がキリストを産むために神によって選ばれたことを彼女に「告知」している（したがって「受胎告知」となる）。もし聖母が天使の告知に対して否と言ったら人類の贖いはないが、聖母は告知を受け入れる。元の額縁の絵の下には、ルカによる福音書第1章35節からのラテン語の言葉「聖霊があなたに臨み、最高の力があなたを覆い隠します。」がある。
受胎告知の主題は一般的であり、多くの芸術家によって描かれている。ボッティチェッリも何度かこの主題を取り上げており、サン・マルティーノ・アッラ・スカーラ病院のために1481年に描かれたフレスコ画の『受胎告知』（ウフィツィ美術館）、メトロポリタン美術館にある1485年の『受胎告知』、そしてケルビングローブ美術館・博物館に所蔵されている1495 - 1500年の『受胎告知』などがある。『チェステッロの受胎告知』は簡素な室内に設定され、聖母も大きく身をのけぞらせており、他の『受胎告知』とは異なっている。大きな身振りと硬直したポーズは、1490年代のボッティチェッリの特徴となる。

## ギャラリー

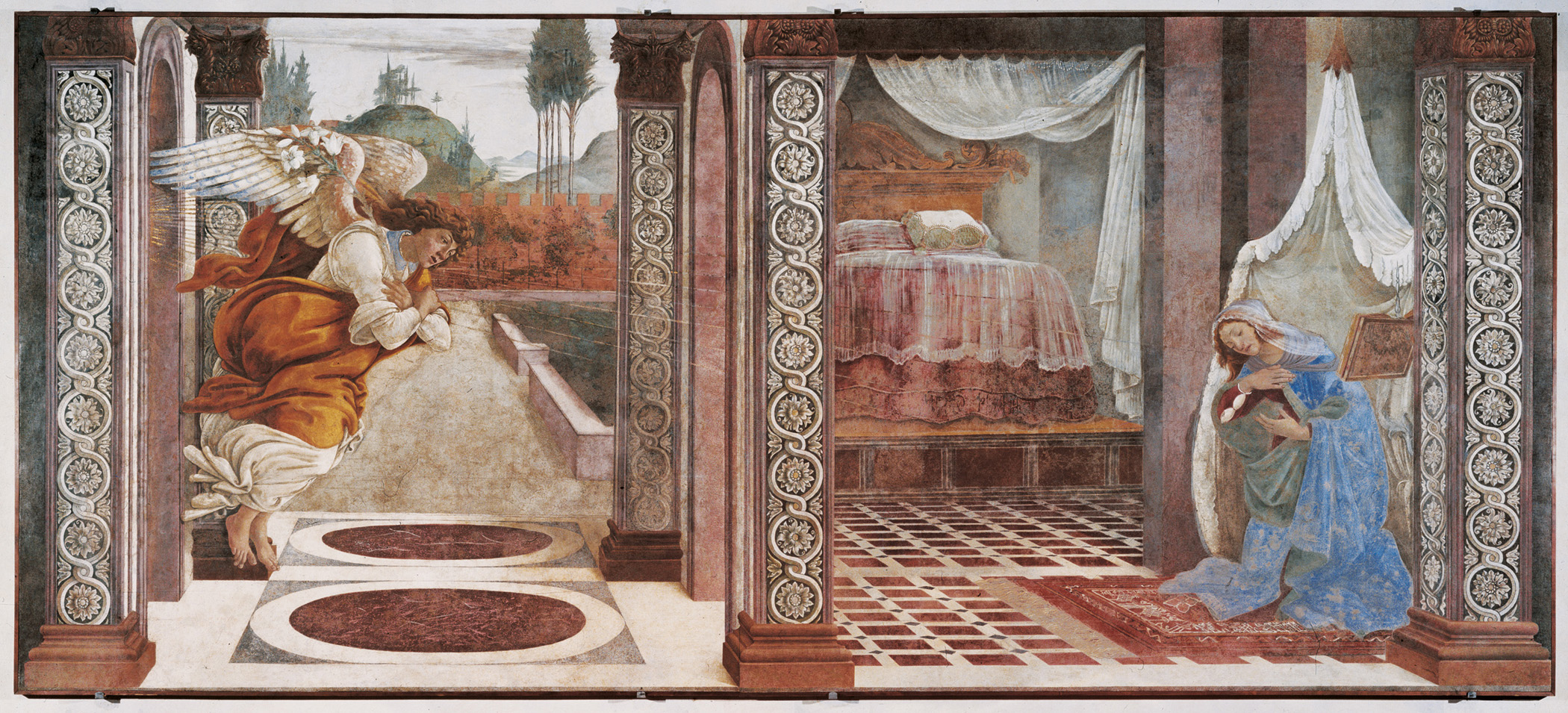
『受胎告知』（1481年）、243 cm × 555 cm、ウフィツィ美術館（本来、サン・マルティーノ・アッラ・スカーラ病院のためのフレスコ画）
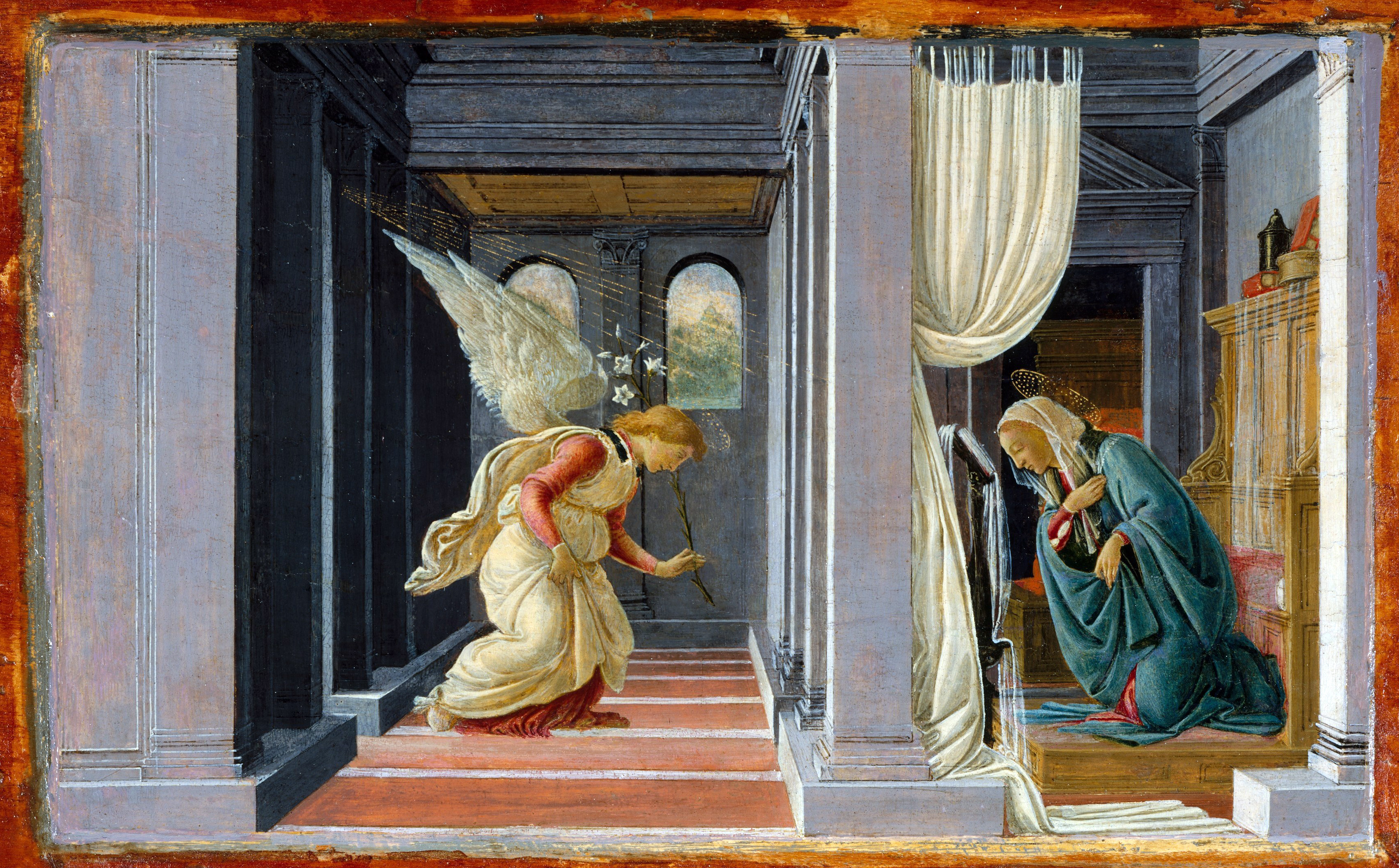
『受胎告知』（1485年）、19.1 cm × 31.4 cm、メトロポリタン美術館、ニューヨーク
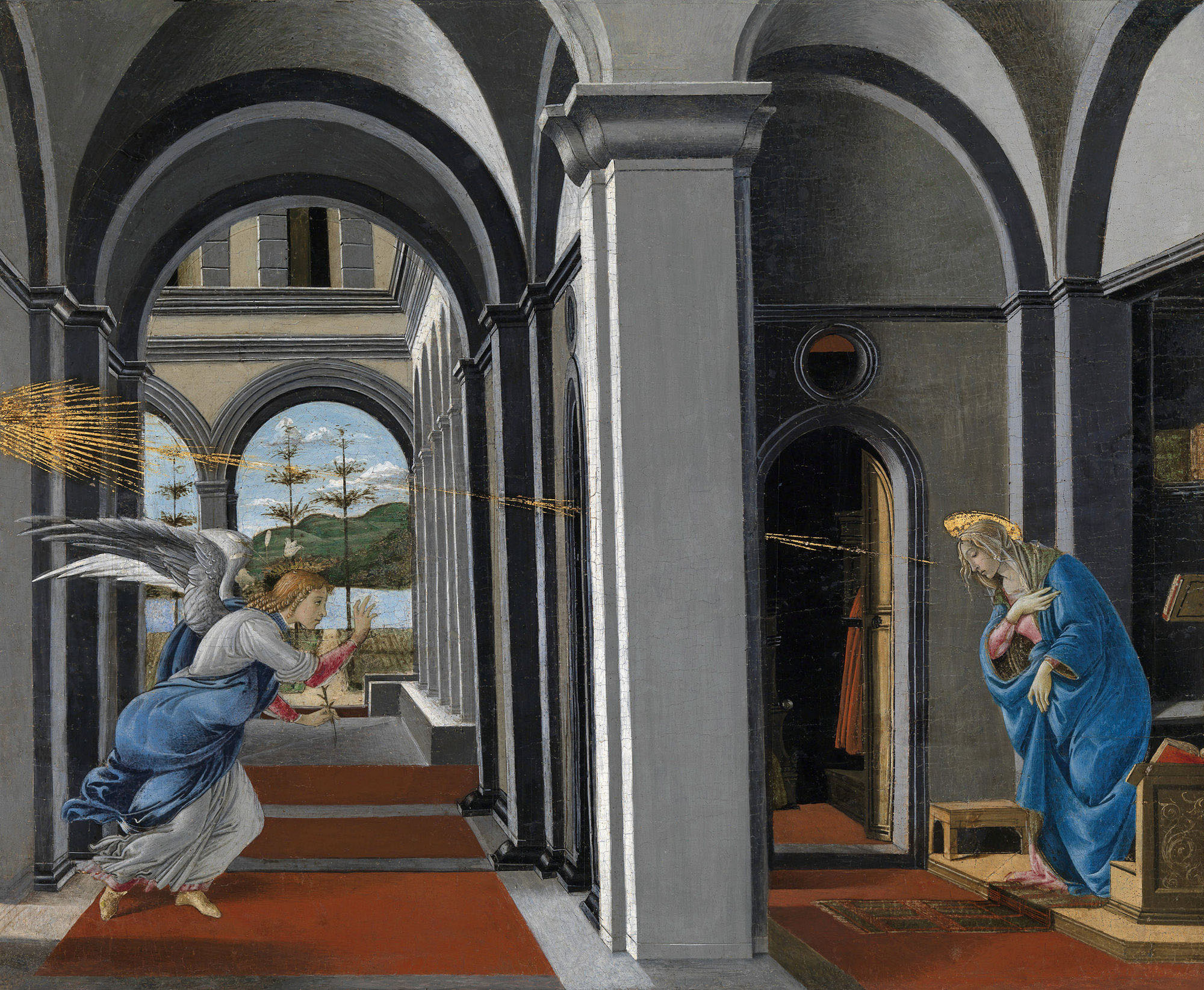
『受胎告知』（1495 - 1500年）、49.5 cm × 58.5 cm、ケルビングローブ美術館・博物館、グラスゴー（スコットランド）